# Parentis-en-Born
Parentis-en-Born è un comune francese di 5 427 abitanti situato nel dipartimento delle Landes nella regione della Nuova Aquitania.

## Società

### Evoluzione demografica
Abitanti censiti